# ریچل برت
ریچل برت (به انگلیسی: Rachel Barrett) (۱۲ نوامبر ۱۸۷۴–۲۶ اوت ۱۹۶۳) فعال سافرجت ولزی و سردبیر روزنامه بود که در کارمارتنشر به دنیا آمد. او در کالج ولز در آبریستویث تحصیل کرد و معلم علوم شد، اما در سال ۱۹۰۶پس از شنیدن سخنرانی نلی مارتل دربارهٔ حق رای زنان، از شغل خود استعفا داد، به اتحادیه سیاسی اجتماعی زنان (WSPU) پیوست و به لندن نقل مکان کرد. در سال ۱۹۰۷، او از سازماندهان اتحادیه شد و پس از فرار کریستابل پنکهرست به پاریس، برت سازمان دهنده مشترک کمپین ملی اتحادیه گردید. در سال ۱۹۱۲، علیرغم نداشتن سابقه روزنامه‌نگاری، مدیریت روزنامه جدید «د سافرجت» را بر عهده گرفت. برت در ارتباط با فعالیت‌های جنبش حق رای به‌طور متعدد دستگیر شد و در سال‌های ۱۹۱۳–۱۹۱۴ برای جلوگیری از دستگیری مجدد، مدتی را گمنام زندگی کرد.

## اوایل زندگی
برت در سال ۱۸۷۴ در کارمارتن به دنیا آمد؛ پدرش ریس برت یک نقشه‌بردار راه و ساختمان بود و مادرش آن جونز، دومین همسر پدرش، هر دو ولزی‌زبان بودند. او در شهر لاندیلو همراه با برادر بزرگترش ریس و خواهر کوچکترش جانت بزرگ شد. در سرشماری ۱۸۸۱، مادرش آن، تنها بزرگسال ساکن در آدرس خیابان آلن بود، چرا که پدرش در سال ۱۹۸۷ درگذشته بود. برت در یک مدرسه شبانه‌روزی در استرود همراه با خواهرش تحصیل کرد و موفق به کسب بورسیه از کالج دانشگاه ولز در آبریستویث شد. او در سال ۱۹۰۴با مدرک کارشناسی فارغ‌التحصیل شد و معلم علوم گردید. او در للانگفنی، کارمارتن و پنارث تدریس می‌کرد.

## سافرجت

### فعالیت اولیه با اتحادیه اجتماعی و سیاسی زنان
در اواخر سال ۱۹۰۶، برت در یک تجمع طرفداران حق رأی در کاردیف شرکت کرد و با سخنرانی نلی مارتل برای پیوستن به اتحادیه سیاسی اجتماعی زنان (WSPU) در پایان جلسه ترغیب شد. او احساس می‌کرد که «آن‌ها کار درست و تنها کار درست را انجام می‌دهند» و فکر می‌کرد که خودش «همیشه طرفدار حق رأی زنان بوده است.» تا سال بعد، برت در اتحادیه فعال بود و در سازماندهی سخنرانی‌های آدلا پنکهرست در کاردیف و بری در آن سال به او کمک می‌کرد و به عنوان یکی از سخنرانان با او روی صحنه می‌رفت. برت در بسیاری از جلسات به نمایندگی از اتحادیه سخنرانی می‌کرد، اغلب به زبان ولزی که این موضوع با نقش او به عنوان معلم در تضاد بود، چرا که مدیر مدرسه او به دلیل جنجال‌های ناشی از این کار با او مخالف کرد؛ به خصوص بعد از اینکه خبر پرتاب گوله‌های آرد به برت و آدلا پنکهرست در یک تجمع در اسکله‌های کاردیف در روزنامه‌های محلی منتشر شد.
در ماه ژوئیه ۱۹۰۷، برت به عنوان یک معلم استعفا داد و در مدرسه اقتصاد لندن ثبت نام کرد، که در نزدیکی مقر اتحادیه در خیابان کلمنت قرار داشت. او قصد داشت اقتصاد و جامعه‌شناسی را مطالعه کرده و به سمت دریافت مدرک دکترا پیش برود. در همان ماه وی برای اتحادیه نیز بسیار فعال بود و در انتخابات جایگزینی در بوری سنت ادموندز (برای نمایندگی در مجلس عوام بریتانیا) با گلدیس کیویل، نلی مارتل، امیلاین پانکهرست، آتا لمب و السا گای کمپین کرد. او بر روی دانشجوی آمریکایی آلیس پاول تأثیر گذار بود و با او کپی‌های روزنامه «ووتس فور وومن» (رای برای زنان) را می‌فروخت.
برت همچنین در برادفورد همراه با آدلا پانکهرست فعالیت داشت. پس از پایان فعالیت‌های انتخاباتی، برت فرصت پیدا کرد تا در مدرسه اقتصاد لندن حضور پیدا کند. در طول دوره کریسمس، برت دوباره به کمپین برای اتحادیه مشغول بود، با پانکهرست، مارتل، لمب و نلی کراکر در حوزه انتخابیهٔ نیوتن آبوت، از حوزه‌های سرسخت حزب لیبرال بریتانیاو بار دیگر در انتخابات میان‌دوره‌ای اشبرتون. فعالیت وی در این دوره «جنجال‌برانگیز و پرهیاهو» توصیف شده است.
مدت کوتاهی پس از آن، کریستابل پنکهرست از او خواست تا به عنوان سازمان‌دهندهٔ تمام‌وقت اتحادیه فعالیت کند، پیشنهادی که او را مجبور می‌کرد تحصیلات خود را رها کند. برت از اینکه تحصیلات خود را رها می‌کرد، ابراز تاسف کرد، اما با پذیرفتن این موقعیت گفت: «این یک فراخوان قطعی بود و من اطاعت کردم.»
برت سال ۱۹۰۸ را ابتدا با سازماندهی یک کارزار در ناتینگهام و سپس کار بر روی انتخابات میان‌دوره‌ای در دِوزبری و داندی گذراند. در آنجا برت از مبارزان حق رأی زنان اسکاتلندی، هلن فریزر، السا گای و مری گاوتورپ حمایت کرد. در ژوئن همان سال، او ریاست یکی از سکوها را در تجمع هاید پارک بر عهده داشت. اما تمام این کارها بر سلامت او تأثیر گذاشت و اندکی بعد مجبور شد به‌طور موقت از موقعیت خود برای رفع کسالت کناره‌گیری کند، که شامل دوره‌ای بستری‌شدن بود. پس از بهبودی، کارزارهای او به خانه نزدیک‌تر بودند و به‌طور داوطلبانه برای انی کنی در بریستول کار کرد. بعد از آن او به زودی موافقت کرد که نقش خود را به عنوان سازمان‌دهندهٔ اتحادیه از سر بگیرد و برای ادامهٔ وظایفش به نیوپورت در جنوب شرقی ولز فرستاده شد.
در سال ۱۹۱۰، برت برای رهبری گروهی از زنان جهت صحبت با دیوید لوید جورج، وزیر خزانه‌داری، در مورد نقش حزب لیبرال در حمایت از لایحه اولیه سازش (Conciliation Bill) انتخاب شد. این جلسه دو ساعت و نیم به طول انجامید و در پایان برت متقاعد شد که لوید جورج در مورد حمایت خود از حق رأی برابر صادق نبوده و او را مخالف حق رأی زنان می‌دانست. در پایان سال، سمت او به سازماندهی تمام فعالیت‌های اتحادیه در ولز تغییر یافت و او به دفتر مرکزی این اتحادیه در کاردیف منتقل شد. بر اساس نوشته‌های رایلند والاس در سال ۲۰۰۹، «هیچ فردی به اندازه ریچل برت برای پیشبرد این مبارزه در ولز تلاش نکرد.»

### سردبیری هفته‌نامه سافرجت
«زنی فوق‌العاده باهوش و تحصیل‌کرده، او کارگری فداکار بود و برای کریستابل ستایش فراوانی قائل بود.»

– برداشت انی کنی از برت، خاطرات یک مبارز (۱۹۲۴)
در سال ۱۹۱۲، پس از حملهٔ پلیس به «کلمنتس این» و فرار کریستابل پنکهرست به پاریس، برت با حمایت کنی (که او را «زنی با تحصیلات عالی و کارگر فداکار» می‌دانست) برای کمک به ادارهٔ کمپین ملی اتحادیه انتخاب شد. برت به لندن بازگشت و ظرف چند ماه پس از راه‌اندازی هفته‌نامهٔ «سافرجت» وابسته به اتحادیه در اکتبر ۱۹۱۲، به عنوان معاون سردبیر این نشریه منصوب شد. برت در زندگی‌نامه خود، پذیرفتنِ نقش سردبیری را «کاری وحشتناک» توصیف می‌کند، و می‌گوید «اصلاً هیچ‌چیزی از روزنامه‌نگاری نمی‌دانستم». او با پذیرفتن این شغل، خطرات مرتبط با فعالیت‌های هر چه رادیکال‌ترِ اتحادیه را نیز به جان می‌خرید. او برای ملاقات مخفیانه با کریستابل پنکهرست به پاریس سفر کرد و در صحبت تلفنی با او نوشته است که «همیشه می‌توانستم صدای شنود اسکاتلندیارد را بشنوم.»

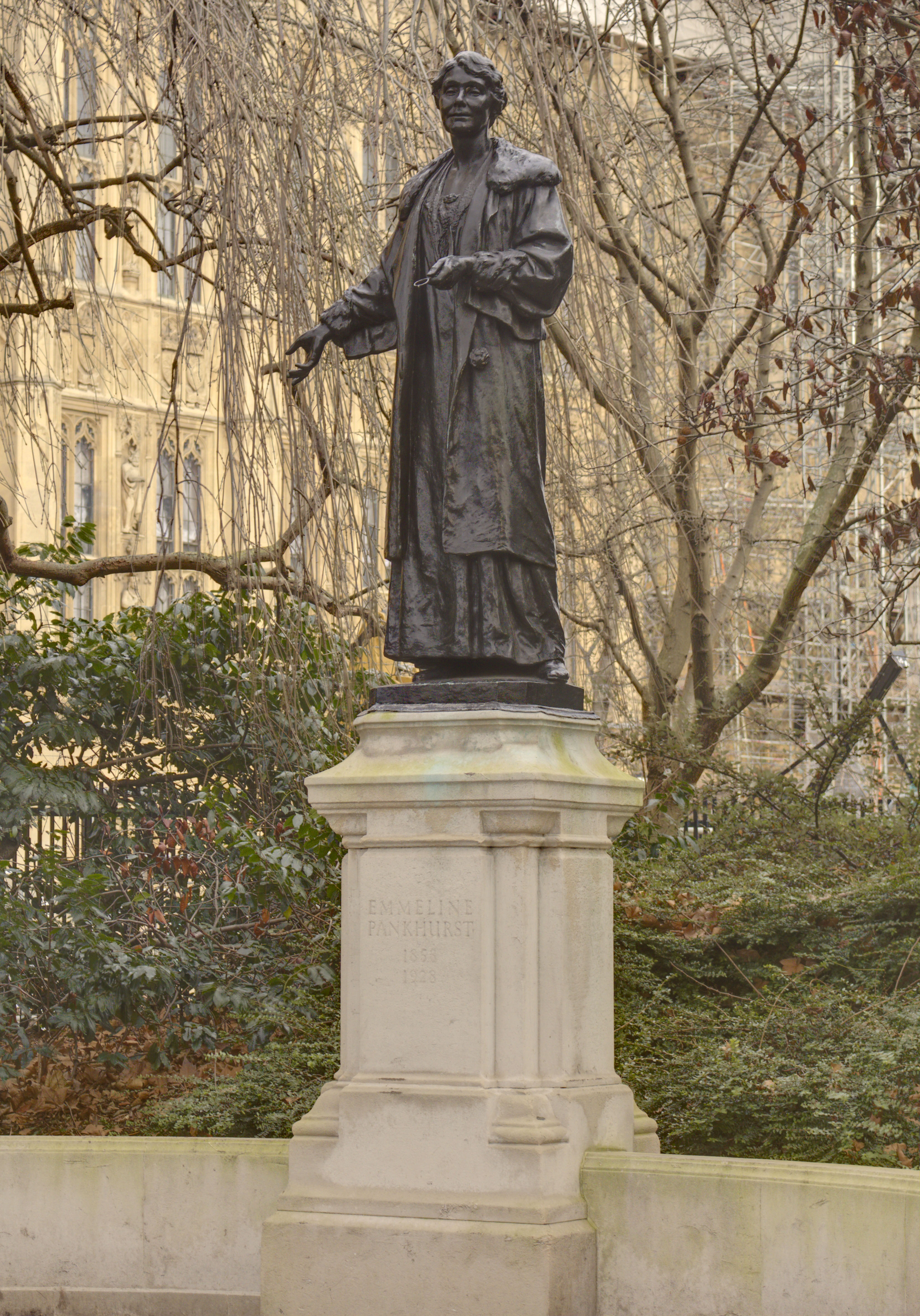
مجسمه املین پنکهرست در وست مینستر. برت نقش کلیدی در جمع‌آوری بودجه برای برپایی این بنای یادبود داشت.

طی دو سال بعد، برت علی‌رغم تلاش‌های وزیر کشور برای توقیف هفته‌نامه، شخصیت کلیدی در ادامهٔ انتشار «سافرجت» بود. در آوریل ۱۹۱۳، دفتر هفته‌نامه توسط پلیس مورد بازرسی قرار گرفت و کارکنان به اتهام توطئه برای آسیب رساندن به اموال دستگیر شدند. برت به ۹ ماه زندان در هالووی محکوم شد. [۱۰][۱۱] او بلافاصله دست به اعتصاب غذا زد، سپس به زندان کنتربری منتقل شد و پس از پنج روز طبق قانون «گربه و موش» (قانونی که به زندانیان اجازه می‌داد در صورت بیماری از زندان آزاد و پس از بهبودی دوباره بازداشت شوند. در دوران سافرجت زنان زندانی با اعتصاب غذا موجب بروز بیماری در خود و سپس آزاد و مجدداً پس از بهبودی دوباره دستگیر می‌شدند، از همین سو این قانون به این اسم مشهور شد) آزاد شد. او به «قلعه موش»، واقع در میدان شماره ۲ کمپدن هیل، خانهٔ خانوادهٔ براکنبری که از هواداران حق رأی زنان بودند نقل مکان کرد. پس از سه هفته اقامت در خانه، برت دوباره دستگیر شد. او دوباره دست به اعتصاب غذا زد و پس از چهار روز مجدداً به «قلعهٔ موش» بازگشت. اما این بار قبل از اینکه برای دومین بار دستگیر شود، او را برای سخنرانی در جلسات با لباس مبدل از خانه به‌طور قاچاقی بیرون بردند. بار دوم دوست او آیدا وایلی، در «لانهٔ موش» واقع در سنت جانز وود از او مراقبت کرد. برای سومین بار، برت پس از اعتصاب غذا آزاد شد، اما این بار او با موفقیت از دست مقامات گریخت و به یک آسایشگاه در ادینبرو فرار کرد و تا دسامبر ۱۹۱۳ در آنجا ماند. با ترک اسکاتلند، او به‌طور مخفیانه به لندن بازگشت؛ در آنجا در مسافرخانه‌ای مخفی شد و در یک اتاق خواب کوچک زندگی می‌کرد و تنها روی پشت‌بام کمی هوا می‌خورد.
برت به سردبیری «سافرجت» ادامه داد، اما پس از بازرسی دفاتر این نشریه در ماه مه ۱۹۱۴، برای بحث در مورد آیندهٔ روزنامه با کریستابل پنکهرست به پاریس سفر کرد.  نتیجهٔ ملاقات آن‌ها انتقال «Suffragette» به ادینبرو بود، جایی که چاپ هفته‌نامه با خطر کمتری برای بازداشت مواجه بود. برت به همراه آیدا وایلی به ادینبرو نقل مکان کرد و نام مستعار «خانم اش‌وُرث» را برگزید. برت به انتشار این نشریه تا آخرین شمارهٔ آن، یک هفته پس از اعلام جنگ جهانی اول، ادامه داد. در طول جنگ، برت حامی سرسخت اقدامات نظامی بریتانیا بود، همان‌طور که اکثر جنبش حق رأی زنان چنین بودند. او یکی از مشارکت‌کنندگان در «صندوق پیروزی» وابسته به اتحادیه بود که در سال ۱۹۱۶ برای حمایت از کارزارهای علیه «صلح همراه با سازش» و علیه اعتصاب کارگران صنعتی راه‌اندازی شده بود.
پس از تصویب قانون نمایندگی مردم در سال ۱۹۱۸، که برای اولین بار به برخی از زنان در بریتانیا حق رأی داده می‌شد، برت به مبارزه برای رهایی کامل زنان ادامه داد. او با کسب حق رأی کامل در سال ۱۹۲۸، به جمع‌آوری کمک‌های مالی برای بزرگداشت‌ها کمک کرد و همچنین نقش مهمی در تأمین بودجهٔ لازم برای برپایی مجسمه املین پنکهرست در باغ‌های برج ویکتوریا، نزدیک کاخ وست‌مینستر در لندن، ایفا کرد. برت از ارتباطات بین‌المللی حق رأی زنان آگاه بود و برای حمایت مالی با کارزاران کانادایی و آمریکایی در تماس بود. در مقالهٔ درگذشت برت در «بولتن زنان» آمده است که «برپایی مجسمه … یادبودی دائمی از توانایی سازمان‌دهی ریچل است.» در سال ۱۹۲۹، برت به عنوان دبیر کمیتهٔ کارزار «حقوق سیاسی برابر» منصوب شد، سازمانی که برای برابری زن و مرد در تمام عرصه‌های سیاسی تلاش می‌کرد.

## رابطه با آیدا وایلی

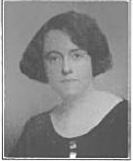
آیدا وایلی در ۱۹۲۱، در زمان رابطه با برت

در دوران سردبیری «سافرجت»، برت با نویسنده استرالیایی، آیدا وایلی، رابطه شخصی برقرار کرد و در سال ۱۹۱۳ به روزنامهٔ او مطلب می‌داد. در سال ۱۹۱۹، برت و وایلی با هم به ایالات متحده سفر کردند، آنجا یک ماشین خریدند و بیش از یک سال را به مسافرت در سراسر کشور گذراندند. آن‌ها در نیویورک و سانفرانسیسکو اقامت داشتند و در سرشماری سال ۱۹۲۰ به عنوان ساکن در کالیفرنیا ثبت شدند، به‌طوری که وایلی به عنوان سرپرست خانه و برت به عنوان «دوستش» طبقه‌بندی شدند.
این دو زن برای مدتی رابطهٔ صمیمی داشتند و در سال ۱۹۲۸، در جریان دادگاه مربوط به کتاب «کنج عزلت»، از دوستان نزدیک خود، اونا تروب‌ریج و رادکلیف هال حمایت کردند. برت، پس از مرگ، باقی‌ماندهٔ اموال خود را برای وایلی به جا گذاشت.